# セルゲイ・ピンチュク
セルゲイ・ミハイロヴィチ・ピンチュク (ロシア語: Сергей Михайлович Пинчук、1971年7月26日～）は、ロシア海軍の将校。
現在中将の地位にあり、黒海艦隊の司令官を務めている。

## キャリア
当時ソビエト連邦ウクライナ・ソビエト社会主義共和国のセヴァストポリで生まれた。彼の父、ミハイル・フョードロヴィチ・ピンチュクも海軍将校で、キンダ型巡洋艦グロズヌイを指揮し、バルチック艦隊の後方部隊副司令官を務め、軍人として海軍少将の地位に達した。セルゲイはサンクトペテルブルクのナヒモフ海軍学校に入学し、1988年に卒業し、セヴァストポリのP. S. ナヒモフ黒海高等海軍学校 に入学した。
士官としてのピンチュクの最初の勤務（艦隊）はバルチック艦隊であり、1993年から艦隊の旗艦であるソヴレメンヌイ級駆逐艦「ナストーイチヴイ」の対空ミサイルバッテリーを指揮した。ピンチュクは数年間にわたって階級を上げていき、同艦のミサイル・砲部門の指揮官を務め、その後に上級補佐官、最終的に2004年から2007年まで艦長を務めた。この期間中、ピンチュクは海軍の高等士官クラスを受講し、1999年に卒業し、N.G.クズネツォフ海軍大学校でさらに教育を受け、2004年に卒業した。ピンチュクはバルチースクを拠点とするバルチック艦隊の水上部隊の参謀長を務め、2007年からは第105船舶旅団の司令官およびクロンシュタット守備隊の司令官を務めた。
2010年12月からピンチュクはレニングラード海軍基地の参謀長および第一副司令官を務め、2011年12月22日にノヴォロシースク海軍基地の司令官として黒海艦隊入りした。2014年2月、海軍少将に昇進し、2014年9月にロシア連邦軍参謀本部軍事アカデミーで学び始めた。
ピンチュクは2016年にアカデミーを卒業し、同年7月にカスピ小艦隊司令官代理に任命され、9月20日に同小艦隊司令官に就任したことが確認された。2021年2月18日、中将に昇進した。2021年5月9日、黒海艦隊の副司令官に任命された。

### 制裁
ロシア・ウクライナ戦争に関連して2022年にイギリス政府から制裁された。
2022年2月、ピンチュクは「ウクライナの領土一体性、主権、独立、さらにはウクライナの安定や安全を損ない、脅かす行動や政策を積極的に支援し、実行する責任がある」として欧州連合の制裁リストに追加された。

### ソコロフの後任
2024年2月15日、Rybarを含むロシアの有名テレグラムチャンネルは、黒海艦隊の司令官ビクトル・ソコロフが更迭されたと報じた。ソコロフ指揮下の黒海艦隊では、2月14日に破壊された大型揚陸艦ツェーザリ・クニコフを含む多数の艦艇がウクライナに破壊されており、ロシアの軍事ブロガーはこれらの損失が更迭の原因と推測した。セルゲイ・ピンチュクが黒海艦隊の指揮を引き継ぐことが報じられた。

## 私生活
ピンチュクはそのキャリアを通じて、2009年の軍事功績勲章を含むさまざまな部門の勲章や記章を授与されてきた。既婚で、息子と娘がいる。